# 細刺魚
細刺魚（学名：Microcanthus strigatus），又稱柴魚，俗名斑馬、條紋蝶、五色鸡，為輻鰭魚綱日鱸目細刺魚科的其中一個種，傳統上歸類於鱸形目舵魚科。

## 分布
細刺魚分布於太平洋區，包括菲律賓、印尼、越南、日本、韓國、台灣、中國沿海、澳洲等海域。该物种的模式产地在日本。

## 深度
一般生活在水深0－10公尺的水域。

## 特徵
細刺魚體呈卵圓形，側扁。頭甚小而眼較大。體金黃色，體側有4－6條較寬的黑褐色縱帶，形成黃黑相間的明顯對比。體被小型弱櫛鱗，背鰭和臀鰭基部亦被小鱗所形成的鱗鞘。齒刷毛狀，尖銳，腭骨一般有齒。鰓膜連合，跨越喉峽部。背鰭硬棘10－11枚、軟條17－18枚；臀鰭硬棘3枚、軟條14－16枚。側線鱗片數56至60枚。體長可達16公分。

## 生態
細刺魚常三五成群在低潮線下之淺水岩礁或珊瑚礁覓食，很少離岸太遠，潮池也可發現其幼魚。幼魚以浮游生物為食，成魚以底棲生物為食。
属于近海暖温性鱼类。其常见于近岸的岩石间。

## 經濟價值
細刺魚體色鮮麗，似蝴蝶魚，適合作水族觀賞。另外亦可食用，紅燒、煎食皆宜。